# Leptomeria ellytes
Leptomeria ellytes är en tvåhjärtbladig växtart som beskrevs av B.J. Lepschi. Leptomeria ellytes ingår i släktet Leptomeria och familjen Amphorogynaceae. Inga underarter finns listade i Catalogue of Life.